# Mette Ivarsdotter Dyre
Mette Ivarsdotter Dyre, née en 1465 et morte en 1533 (?), fut une femme d'état suédoise, épouse Svante Nilsson Sture, vice-roi de la Suède.

## Biographie
Mette ou Mätta est la fille d'un chevalier danois Ivar Jenssen Dyre (mort vers 1463) et Kristine Pedersdatter Oxe (morte après 1503) Elle épouse en premières noces vers 1483 Anders van Bergen (mort en 1492) un membre du « Conseil National de Norvège » puis Knut Alvsson Tre Rosor un autre membre du même conseil. Veuve une seconde fois en 1502 elle rencontre son 3e époux  l'Administrateur du Royaume Svante Nilsson Sture au château de Stegeborg. Elle l'épouse le 17 novembre 1504 à Stockholm et obtient Hörninsgholm comme douaire.
Mätta prend une grande importance dans le gouvernement de la Suède et elle effectue des intermédiations entre les personnages les plus importants et son mari. Sa position lui attire des inimitiés dont celle de son beau-fils Sten Sture le Jeune qui réussit à lui reprendre  Hörninsgholm Devenu veuve en 1512 elle se retire au Danemark en 1516 et meurt entre 1530 et 1533